# 福田方
『福田方』（ふくでんほう）とは、南北朝時代に禅僧有隣（有林）によって書かれた医学書。全12巻。
正平18年/貞治2年（1363年）頃に執筆されたとされているが、最終的な完成は有隣が没したとされる応永17年（1410年）以前とする見方もある。文明2年（1470年）に書写された鈔本が宮内庁書陵部に、明暦3年（1657年）に刊行された刊本が内閣文庫にある。
漢から元にかけての中国の医学書約160種を渉猟して、著者の私見を含めて平易な仮名交じり文で書かれている。各科ごとに病症と適応薬方が分類され、更に本草・製薬・鍼灸・養生の分野にわたっても触れられている。また、出典となった医学書に関しても明記されており、当時の日本の医学においては高い水準と実用性を兼ね備えていた書物であるとされている。同時に当時の中国医学文献の日本への伝来状況を知る上でも貴重な資料となっていると考えられている。